# Oryzias latipes
Oryzias latipes [Medaka (目高) ou killifish japonês], é um peixe-arroz muito pequeno, popular como peixe de aquário, nativo do Sudeste Asiático. Ele mede aproximadamente 4cm de comprimento. Sua coloração varia muito, sendo marrom, dourado, branco, amarelo-creme ou laranja. O medaka é um animal de estimação popular desde o século XVII no Japão. Ele é anfídromo, ou seja, passa da água salgada para a doce em algum momento de sua vida. É encontrado tanto nos oceanos como nos rios. O medaka é comum em plantações de arroz da costa asiática. A fêmea carrega seus ovos presos entre suas barbatanas anais.
O Oryzias latipes é um organismo modelo comum usado em pesquisas biológicas. É uma espécie simples, resistente e de vida curta que é reprodutivamente prolífica e fácil de se criar no laboratório. Ele suporta o frio e pode ser transportado facilmente. Quase todos os aspectos do ciclo de vida do medaka foram analisados repetidamente por biólogos de laboratório. Comportamento sexual, herança genética da coloração, hábitos de desova, alimentação, patologia, desenvolvimento embriológico e ecologia do peixe estão todos publicados e replicados. Sua neuroanatomia e genoma estão mapeados.
Medakas transgênicos são relativamente fáceis de se produzir. O peixe foi modificado geneticamente para secretar vários hormônios humanos, expressar sequências promotoras de outro peixe, e produzir proteínas antimicrobiais e uma proteína que faz o medaka brilhar um verde fluorescente. Há também várias mutações que aparecem no medaka aleatoriamente. Por exemplo, uma raça mutante sem escamas, e outra com barbatanas muito longas.
O. latipes foi ao espaço a bordo de um ônibus espacial. Ele recebeu a primazia de ter sido o primeiro vertebrado a acasalar em órbita. O resultado do acasalamento foi uma descendência de peixinhos saudáveis, nascidos no ônibus espacial Columbia em 1994.